# Tomaso Albinoni
Tomaso Albinoni (8 tháng 6 1671 - 17 tháng 1 năm 1751) là nhà soạn nhạc người Ý. Ông là tác giả của 81 vở opera, 99 bản sonata, 59 bản concerto, chín bản giao hưởng. Ông là nhà soạn nhạc Ý đầu tiên sáng tác các tác phẩm cho kèn oboe và sử dụng cấu trúc 3 chương cho thể loại concerto.

## Âm nhạc và ảnh hưởng
Hầu hết các tác phẩm opera đã bị mất hoặc đã không được công bố trong suốt cuộc đời của ông. Tuy nhiên, chín bộ sưu tập của tác phẩm khí nhạc đã được công bố và đã có sự thành công đáng kể.
Có khoảng 28 vở opera đã được xuất bản vào khoảng những năm từ 1723 đến 1740. Mặc dù vậy đến ngày hôm nay ông vẫn được biết đến nhiều về những tác phẩm khí nhạc.